# Arcidiocesi di Salerno-Campagna-Acerno

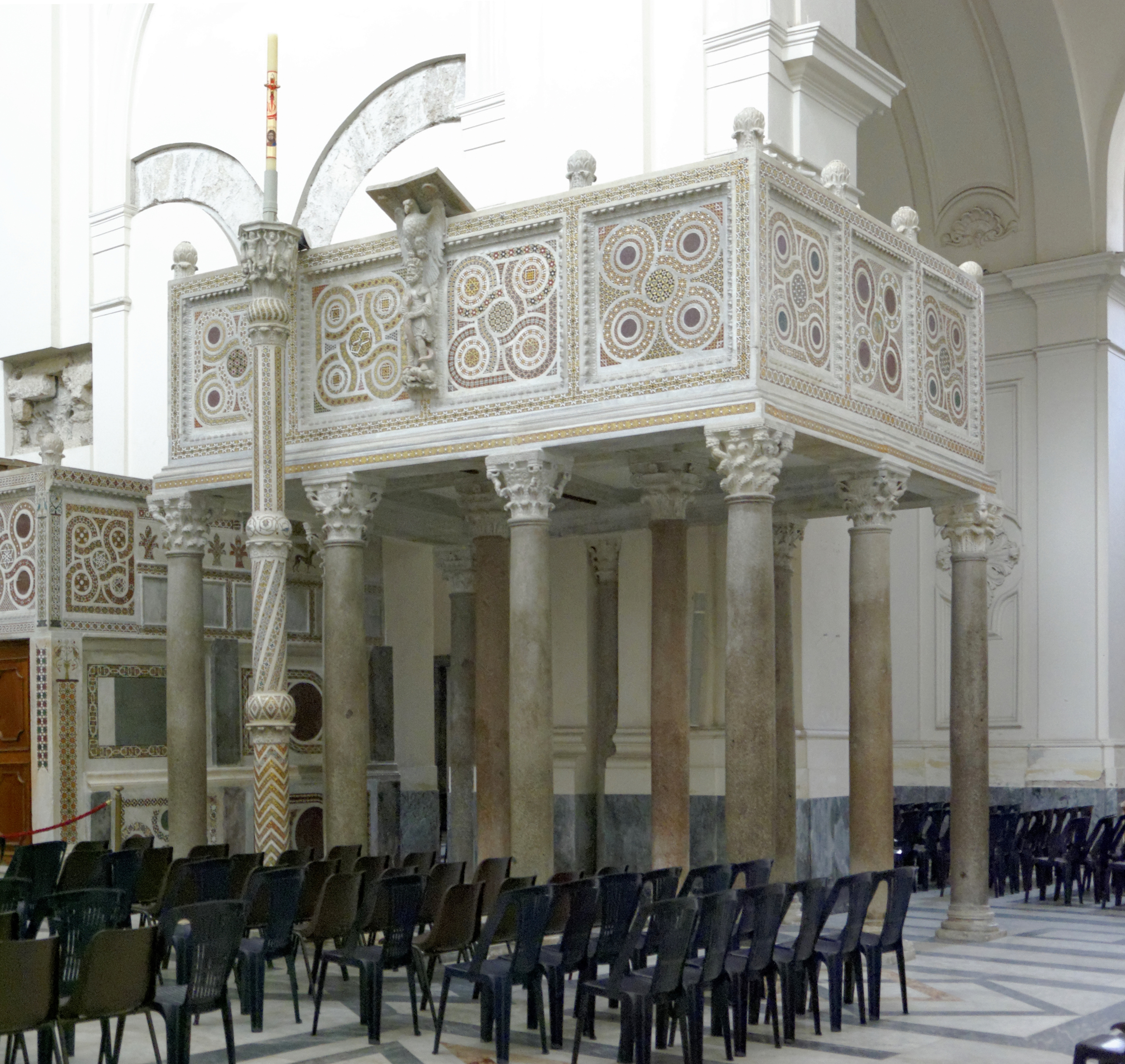
Ambone della Cattedrale di Salerno attribuito all'arcivescovo Niccolò d'Aiello

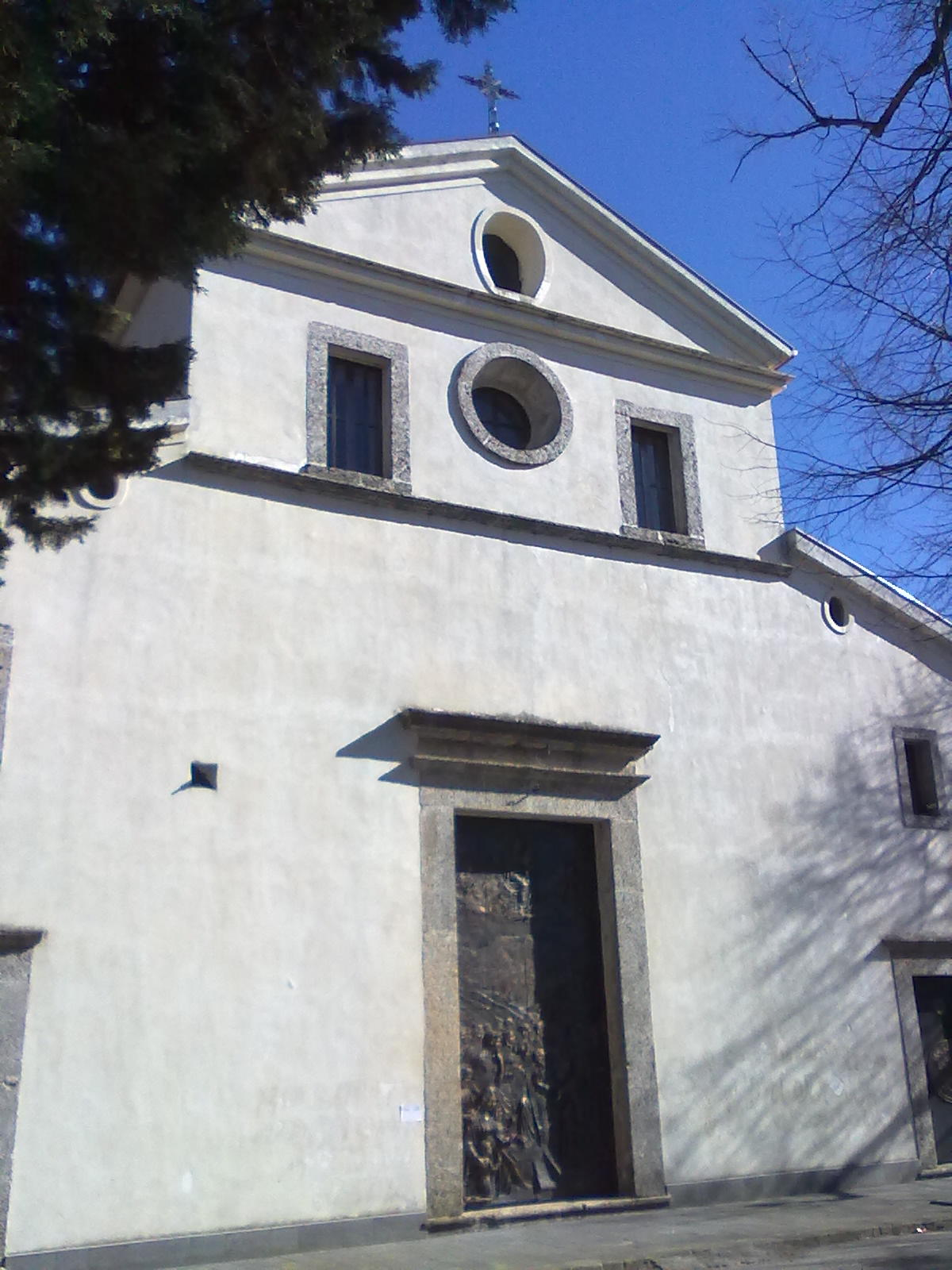
Facciata della concattedrale di San Donato di Acerno

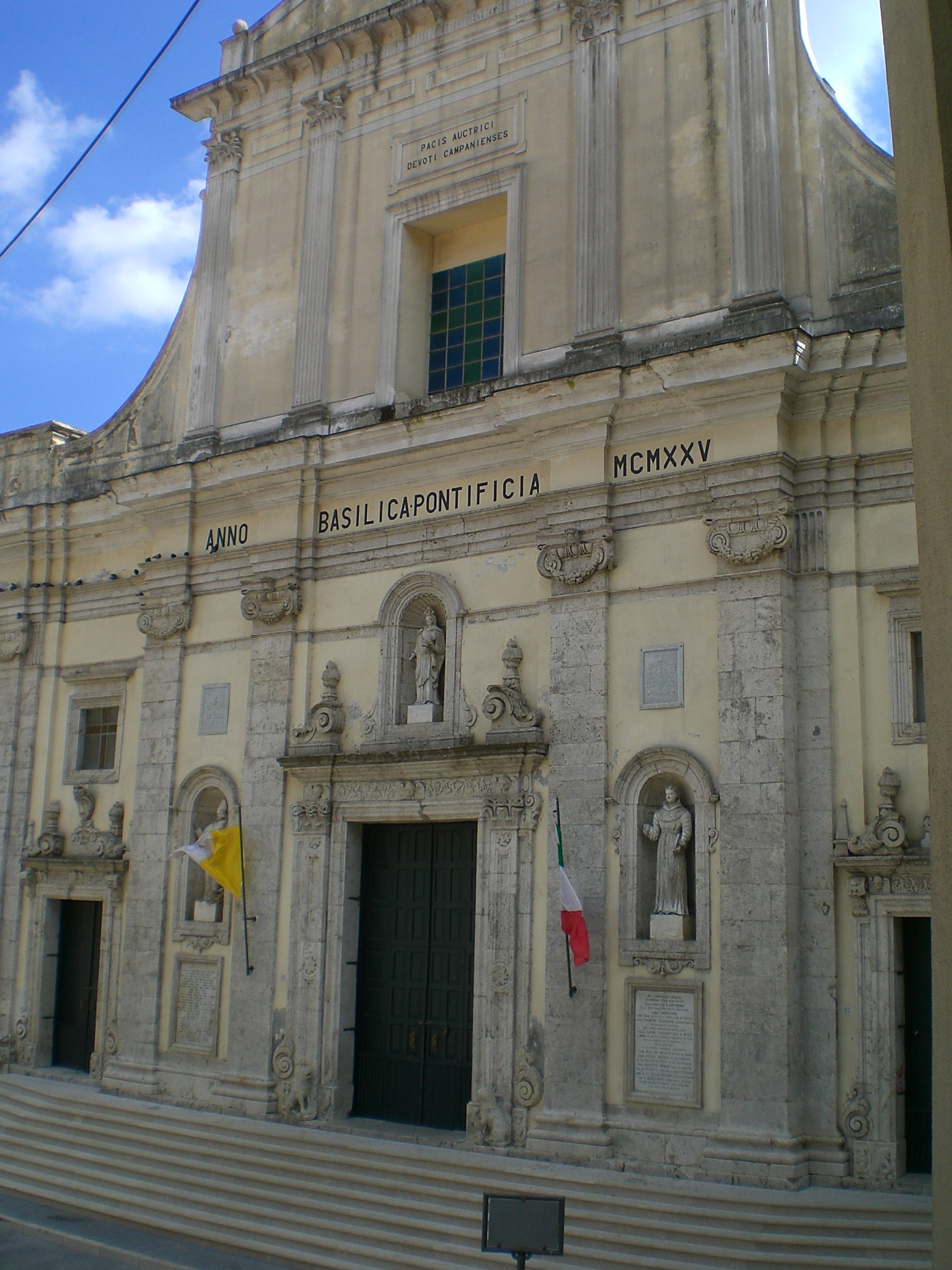
Facciata della concattedrale di Santa Maria della Pace di Campagna

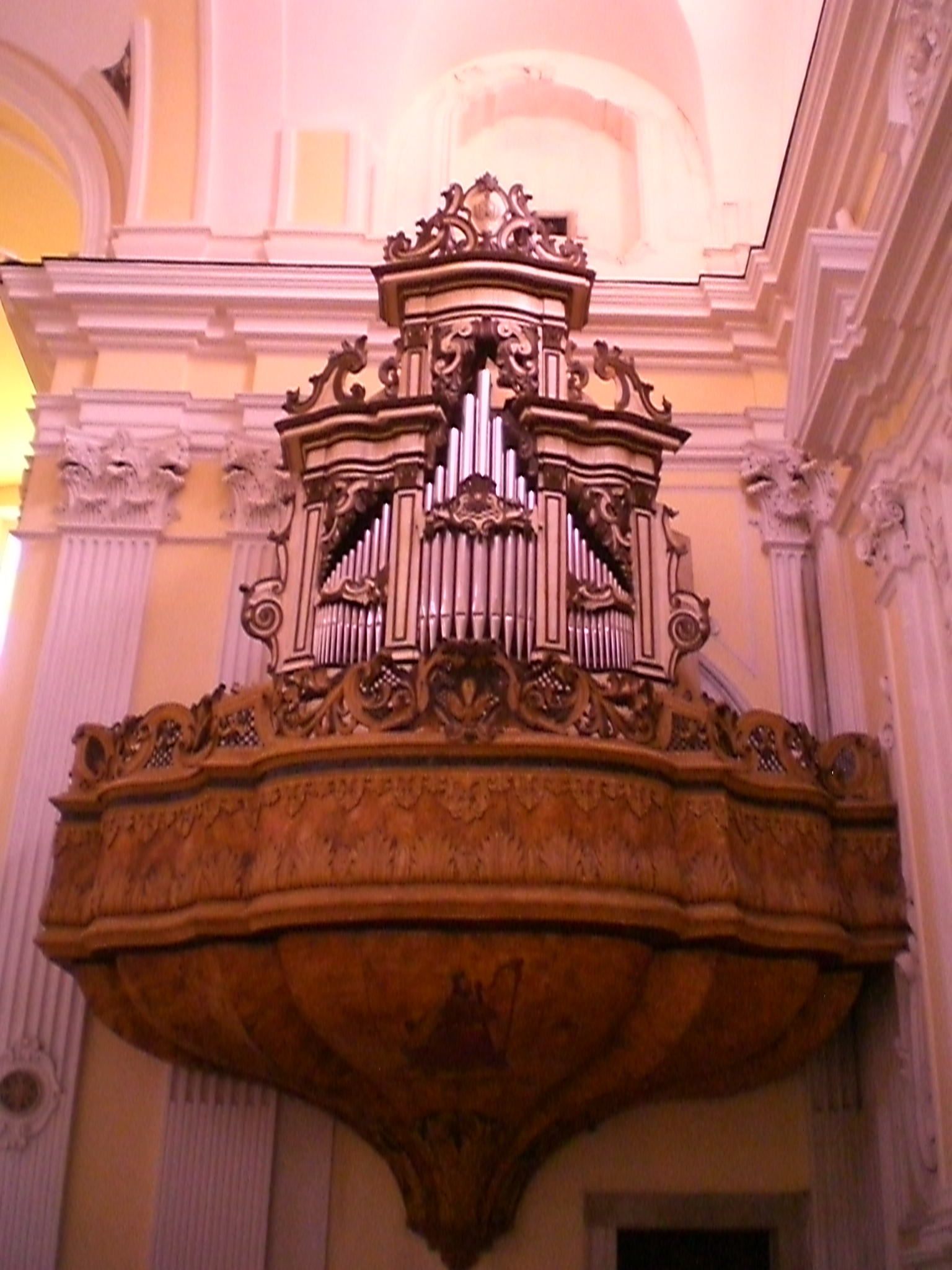
Organo a canne realizzato nel 1759 della concattedrale di Santa Maria della Pace di Campagna

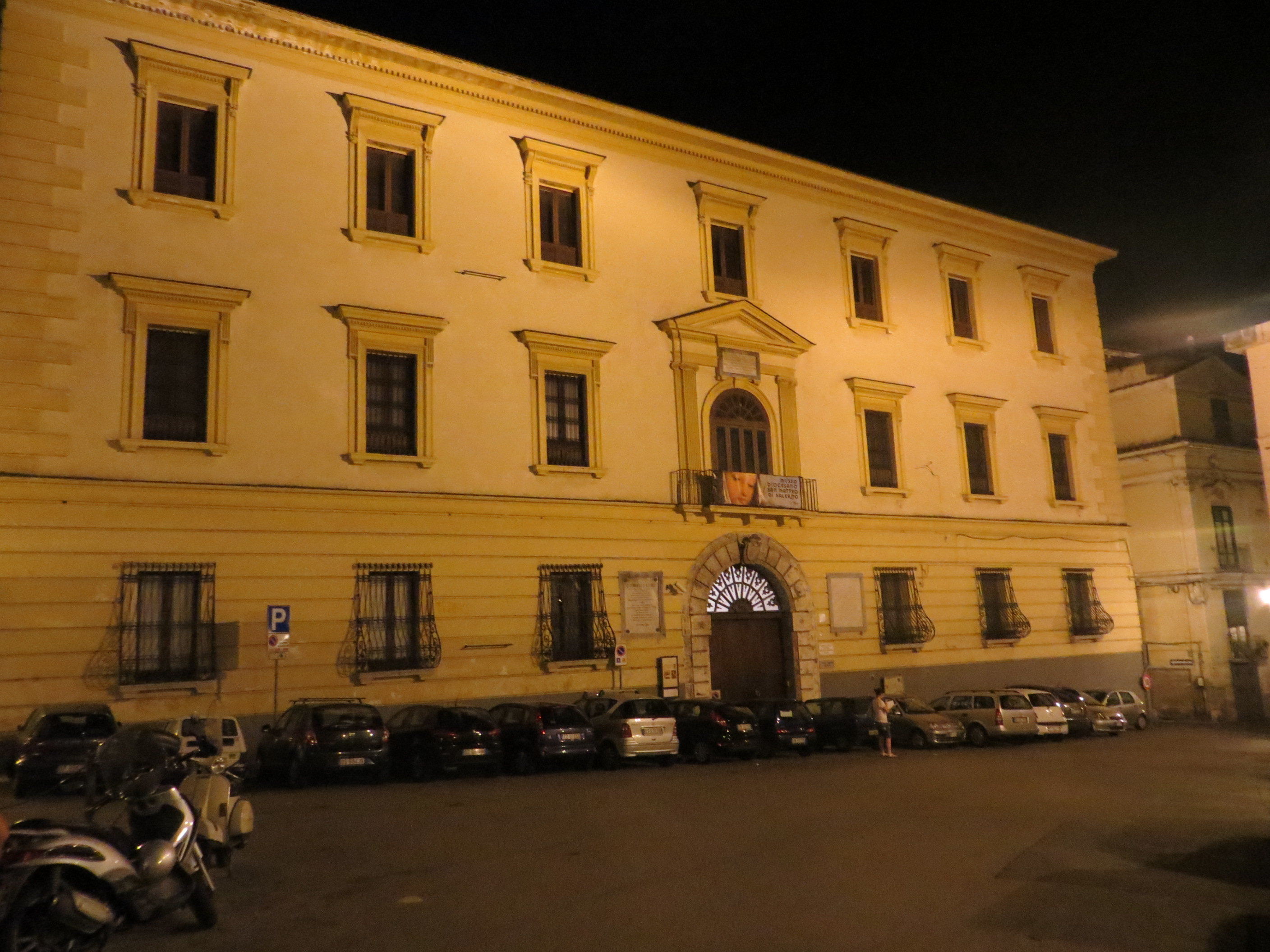
L'ex seminario arcivescovile di Salerno, oggi sede del museo diocesano di Salerno

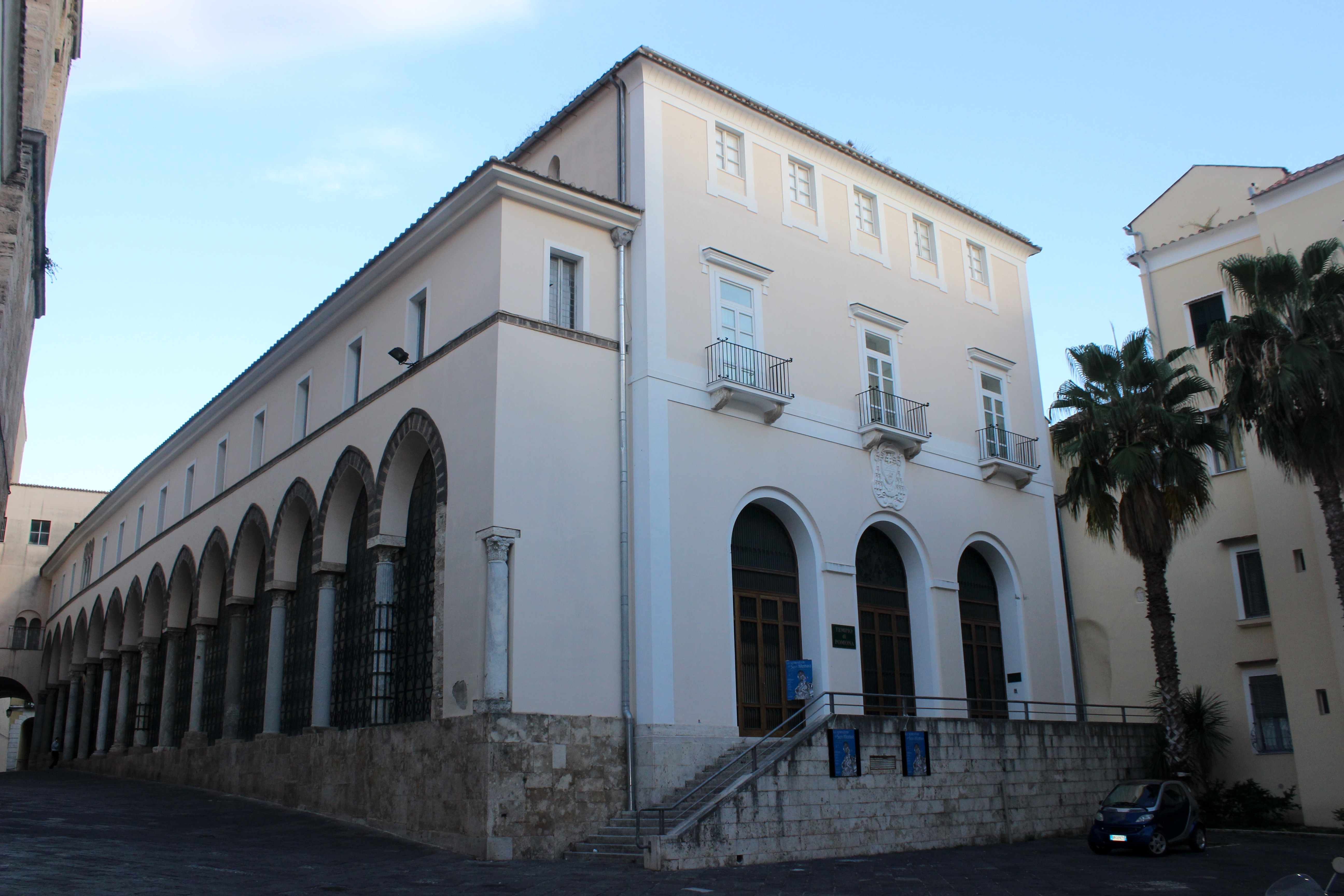
La sede della curia arcivescovile di Salerno

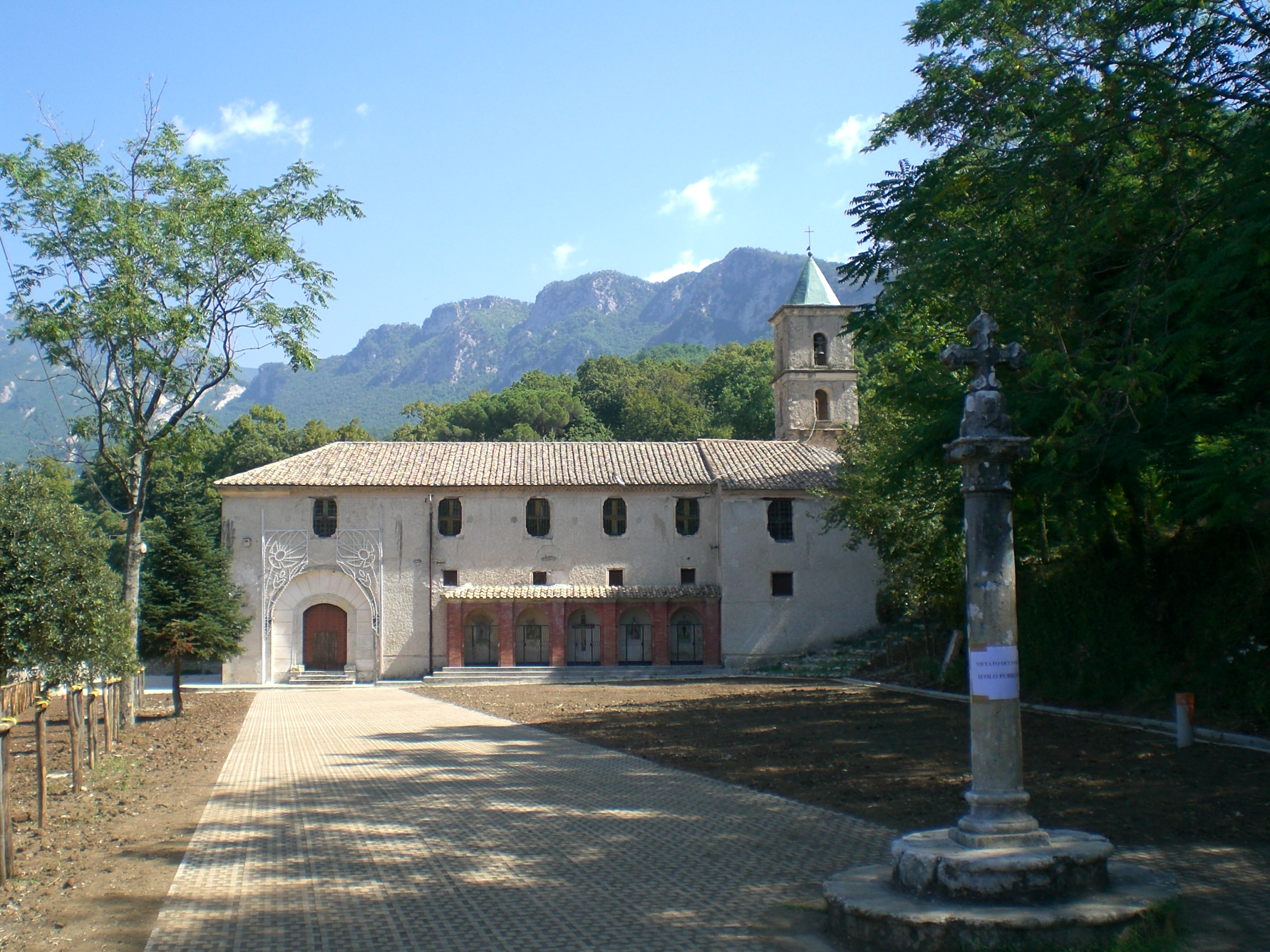
Il santuario della Madonna di Avigliano

L'arcidiocesi di Salerno-Campagna-Acerno (in latino Archidioecesis Salernitana-Campaniensis-Acernensis) è una sede metropolitana della Chiesa cattolica in Italia appartenente alla regione ecclesiastica Campania. Nel 2023 contava 545.000 battezzati su 547.000 abitanti. È retta dall'arcivescovo Andrea Bellandi.
L'arcivescovo di Salerno si fregia, dal 1285, data di fondazione del Regno, del titolo, attualmente puramente onorifico, di primate del Regno di Napoli.

## Patroni
I santi patroni dell'arcidiocesi sono:
- San Matteo apostolo ed evangelista, per Salerno:
- Sant'Antonino abate, per Campagna;
- San Donato d'Arezzo, per Acerno.

Altri santi di cui si fa particolare memoria sono: san Felice presbitero, i santi Fortunato, Gaio e Ante, e il santo pontefice papa Gregorio VII.

## Territorio
L'arcidiocesi di Salerno-Campagna-Acerno comprende comuni appartenenti a due province della Campania:
- in provincia di Salerno i comuni di Acerno, Auletta, Baronissi, Battipaglia, Bellizzi, Bracigliano, Buccino, Caggiano, Calvanico, Campagna, Castel San Giorgio, Castelnuovo di Conza, Castiglione del Genovesi, Colliano, Contursi Terme, Eboli, Fisciano, Giffoni Sei Casali, Giffoni Valle Piana, Laviano, Mercato San Severino, Montecorvino Pugliano, Montecorvino Rovella, Olevano sul Tusciano, Oliveto Citra, Palomonte, Pellezzano, Pontecagnano Faiano, Ricigliano, Romagnano al Monte, Salerno, Salvitelle, San Cipriano Picentino, San Gregorio Magno, San Mango Piemonte, Santomenna, Siano e Valva;
- in provincia di Avellino i comuni di Montoro e Solofra.

Sede arcivescovile è la città di Salerno, dove si trova la cattedrale di Santa Maria degli Angeli e San Matteo Apostolo. A Campagna e ad Acerno sorgono due concattedrali dedicate rispettivamente a Santa Maria della Pace e a San Donato.
Il territorio si estende su 1.398 km² ed è suddiviso in 163 parrocchie, raggruppate in 10 foranie:
1. Battipaglia - Olevano sul Tusciano;
2. Buccino - Colliano;
3. Baronissi - Calvanico - Fisciano - Pellezzano;
4. Campagna - Eboli;
5. Mercato San Severino - Siano - Bracigliano - Castel San Giorgio;
6. Montecorvino Pugliano - Montecorvino Rovella - Pontecagnano - Acerno -Bellizzi;
7. Salerno Ovest - Ogliara;
8. Salerno Est;
9. S. Cipriano Picentino - Giffoni Valle Piana - Giffoni Sei Casali;
10. Montoro - Solofra.

### Provincia ecclesiastica
La provincia ecclesiastica di Salerno-Campagna-Acerno comprende le seguenti suffraganee:
- l'arcidiocesi di Amalfi-Cava de' Tirreni
- l'abbazia territoriale della Santissima Trinità di Cava de' Tirreni
- la diocesi di Nocera Inferiore-Sarno
- la diocesi di Teggiano-Policastro
- la diocesi di Vallo della Lucania

## Storia
L'odierna circoscrizione ecclesiastica è frutto dell'unione, attuata nel 1986, dell'arcidiocesi di Salerno con le diocesi di Campagna e di Acerno.

### Arcidiocesi di Salerno
Risale agli inizi dell'era cristiana la diffusione del cristianesimo a Salerno, attestato a partire dal III secolo secondo il Chronicon Salernitanum (seconda metà del X secolo), a cui si deve la testimonianza più antica del culto dei martiri salernitani Fortunato, Gaio e Ante.
Incerta è l'origine della diocesi. La tradizione tramanda i nomi di alcuni santi vescovi salernitani vissuti nei primi secoli, Bonosio, Grammazio, Vero e Valentiniano. Tuttavia il primo vescovo storicamente documentato è Gaudenzio, presente al sinodo romano del 499. Il vescovo Asterio (o Eusterio) fu legato pontificio al concilio di Costantinopoli del 536 e in seguito fu destinatario di una lettera di papa Pelagio I (556-561). Nel VII secolo sono noti i vescovi Gaudioso, vissuto all'epoca del passaggio dalla dominazione greca a quella longobarda, e Luminoso, che prese parte al concilio lateranense del 649. Tra il 774 ed il 787 è documentato il vescovo Rodoperto.
Nella lettera di papa Pelagio I è fatta menzione del primo monastero noto di Salerno, dedicato ai santi martiri Crisante e Daria e fondato dall'abate Vindimio nei pressi delle mura della città. Nell'VIII secolo i Longobardi fondarono il primo monastero femminile, dedicato a san Giorgio.
Nel 646 Salerno venne conquistata dai Longobardi e nel 774, con il principe Arechi II, diventò la capitale del ducato di Benevento; un secolo dopo, nell'851, la frammentazione del ducato beneventano portò alla nascita del principato di Salerno. Fu questo il periodo aureo per la città e la diocesi, che nel X secolo fu elevata al rango di sede metropolitana.
Infatti, in una data imprecisata fra aprile e ottobre 983 Amato I divenne arcivescovo di Salerno, e in due bolle papali del 994 e del 1012 sono citate le diocesi suffraganee della nuova sede metropolitana: Paestum, Acerenza, Nola, Bisignano, Malvito, Cosenza e Conza. Nel 1058 sono annoverate fra le suffraganee di Salerno anche Martirano, Marsico, Policastro e, per la prima e unica volta, Cassano.
Tra i principali arcivescovi, è da citare Alfano I, nominato nel 1058, che con l'aiuto del duca normanno Roberto il Guiscardo, eresse l'attuale cattedrale. Ad Alfano si deve, su mandato del papa, l'erezione delle diocesi di Sarno, di Nusco e di Acerno, che divennero nuove suffraganee. Durante il suo episcopato, fu accolto a Salerno in esilio papa Gregorio VII, che consacrò la nuova cattedrale. Ad Alfano I inoltre è attribuita la ricognizione e la sistemazione delle reliquie dell'apostolo Matteo sotto l'altare maggiore della cripta della cattedrale.
Il 20 luglio 1098, in forza della bolla Singulare semper di papa Urbano II, all'arcivescovo Alfano II e ai suoi successori  fu concesso il titolo di primate, anticamente riservato al massimo prelato della Chiesa nelle singole realtà nazionali. Originariamente i diritti primaziali di Salerno si estendevano alle arcidiocesi di Conza e di Acerenza e alle loro suffraganee: «Tibi tuis que successoribus super Consanam et Acheruntinam ecclesias et earum suffraganeos primatum gerere ex Apostolicae Sedis liberalitate concedimus». Questo titolo viene mantenuto ancora oggi, anche se la sua funzione è puramente onorifica.
Tra i successivi arcivescovi si ricordano: Romualdo II Guarna (1153-1181), studioso, mecenate e diplomatico; Niccolò d'Aiello (1181-1221), che fu deportato in Germania per essersi schierato con Tancredi contro l'imperatore Enrico VI di Svevia; Cesario d'Alagno (1225-1263), che favorì la diffusione del francescanesimo nell'arcidiocesi.
Durante la dominazione aragonese (1442-1503), si distinse il vescovo Giovanni d'Aragona, che a nove anni divenne abate commendatario della Santissima Trinità di Cava e a undici di quella di Montevergine; nel 1483 fu nominato amministratore apostolico di Salerno. Nel 1484 celebrò un sinodo i cui atti sono giunti fino a noi e permettono di avere un quadro della situazione religiosa, sociale e civile dell'arcidiocesi alla fine del XV secolo.
L'inizio del Cinquecento è caratterizzato da una serie di arcivescovi che non misero quasi mai piede in arcidiocesi, ma che la governarono tramite i vicari generali i quali, su mandato dei prelati, effettuarono le visite pastorali. Nel 1525 fu eretta la diocesi di Campagna con territorio di smembrato da quello di Salerno. Il concordato del 29 giugno 1529 garantì al re di Napoli il diritto di presentazione degli arcivescovi di Salerno.
Dopo decenni, il primo arcivescovo a risiedere stabilmente a Salerno fu l'agostiniano Girolamo Seripando (1554-1563), cardinale, tra i più importanti delegati alla terza sessione del concilio di Trento; nel 1554 celebrò un sinodo e tre anni dopo iniziò a riformare, non senza difficoltà, il capitolo della cattedrale. All'arcivescovo Gaspar Cervantes de Gaete (1564-1568) si deve l'istituzione del seminario diocesano, affidato nel 1635 ai Gesuiti, e l'attuazione delle principali direttive del concilio tridentino, opera nella quale si impegnarono anche i suoi successori.
Nel Settecento l'arcidiocesi vide l'arrivo nel 1735 dei redentoristi, congregazione fondata da sant'Alfonso Maria de' Liguori e dedita soprattutto alle missioni popolari, la cui diffusione nel territorio di Salerno fu favorita dagli arcivescovi Fabrizio de Capua (1730-1738) e Casimiro Rossi (1738-1758).
Agli inizi dell'Ottocento Salerno aveva otto diocesi suffraganee: Acerno, Campagna, Capaccio, Marsico, Nocera, Nusco, Policastro e Sarno.
Il 27 giugno 1818 in forza della bolla De utiliori di papa Pio VII la diocesi di Acerno fu data in amministrazione perpetua agli arcivescovi pro tempore di Salerno, che assunsero da quel momento il titolo di arcivescovi di Salerno e amministratori perpetui di Acerno. Con la stessa bolla, Salerno perse le suffraganee di Campagna e Sarno; nel 1850 entrò a far parte della provincia ecclesiastica salernitana la diocesi di Diano.
Nel 1849 l'arcivescovo Marino Paglia accolse in città papa Pio IX, che visitò la cattedrale, il seminario ed il monastero di San Giorgio, fermandosi poi a colazione in episcopio.
Quando Giuseppe Garibaldi giunse a Salerno (6 settembre 1860), l'arcivescovo Antonio Salomone dovette fuggire di notte per rifugiarsi prima a Napoli e poi a Roma, poiché era stato accusato di non aver cantato il Te Deum per le vittorie garibaldine; sottoposto a processo venne prosciolto, perché alcuni testimoni giurarono che il prelato era a letto ammalato.
Il 4 marzo 1877 la Santa Sede elesse arcivescovo Valerio Laspro, che era vescovo di Lecce. Il governo italiano rifiutò l'exequatur, rivendicando il diritto di presentazione che era stato concesso alla Corona di Napoli. A queste pretese la Santa Sede obiettò che i concordati con gli stati preunitari erano stati abrogati con l'unità nazionale. La causa civile terminò con la sentenza del 13 marzo 1879, favorevole alla Santa Sede. Dopo due anni l'arcivescovo poté accedere al palazzo arcivescovile, che gli era stato negato dall'autorità civile.
Nel 1968 l'arcivescovo Demetrio Moscato fondò l'Istituto diocesano di Cultura Teologica, trasformato in Istituto Superiore di Scienze Religiose con decreto della Congregazione per l'educazione cattolica del 15 luglio 1986.
Il 4 agosto 1973 l'arcivescovo Gaetano Pollio venne nominato anche vescovo di Campagna, unendo così le due sedi in persona episcopi.
Nel 1979 l'arcidiocesi cedette le parrocchie di Casali e di Materdomini alla diocesi di Nocera Inferiore. Nello stesso anno fu rivista e ampliata la provincia ecclesiastica salernitana, che arrivò a comprendere le seguenti sedi: Acerno, Diano (Teggiano), Nocera, Policastro, Vallo della Lucania, Amalfi, Campagna, Cava, Sarno e l'abbazia territoriale della Santissima Trinità.

### Le sedi unite
Il 30 settembre 1986 in forza del decreto Instantibus votis della Congregazione per i Vescovi le tre sedi di Salerno, Campagna e Acerno sono state unite con la formula plena unione e la nuova circoscrizione ecclesiastica sorta dall'unione ha assunto il nome di arcidiocesi di Salerno-Campagna-Acerno.
L'attuale configurazione territoriale è frutto delle modifiche attuate nel 1988 (annessione delle parti del comune di Salerno che appartenevano all'arcidiocesi di Amalfi-Cava de' Tirreni) e nel 1998 (cessione di dieci parrocchie alla diocesi di Avellino).
Il 4 settembre 1999 fu inaugurato da papa Giovanni Paolo II il seminario metropolitano, destinato a provvedere alla formazione degli aspiranti al sacerdozio provenienti dalle diocesi della provincia ecclesiastica salernitana. Il precedente seminario arcivescovile era stato adibito dall'arcivescovo Guerino Grimaldi a sede del Museo diocesano San Matteo, dell'archivio e della biblioteca.

## Cronotassi

### Sede di Salerno
- San Bonosio †
- San Grammazio † (? - 25 gennaio 490 deceduto)[15]
- San Vero †
- San Valentiniano †
- Gaudenzio † (menzionato nel 499)
- Sant'Asterio (o Eusterio ?) † (prima del 536 - dopo il 556)
- Gaudioso † (menzionato nel 640 circa)
- Luminoso † (menzionato nel 649)
- Zaccaria †
- Colombo †
- Lupo †
- Renovato †
- Benedetto I †
- Talarico †
- Andemario †[16]
- Rodoperto † (prima del 774 - dopo il 787)
- Rodoaldo †
- Pietro I †
- Ractolo †
- Mainaldo †
- Teupo †
- Aione † (menzionato nell'agosto 841)
- Landemario † (metà del IX secolo)
- Bernaldo † (metà del IX secolo)
- Pietro II † (metà del IX secolo)
- Rachenaldo † (862 o 863 - dopo l'866)[17]
- Pietro III † (prima dell'880 - dopo l'886)
- Pietro IV † (menzionato nel 917)
- Giovanni I † (menzionato nel 918)
- Pietro V † (prima del 936 - dopo il 949)
- Bernardo † (menzionato nel 954)[18]
- Pietro VI † (prima del 958 - dopo agosto 974)
- Giovanni II † (prima di novembre 977 - dopo il 18 aprile 982)
- Amato I † (prima del 18 agosto 982 - dopo giugno 992)[19]
- Dauferio † (menzionato nel 993)
- Grimoaldo † (prima del 25 marzo 994 - 26 maggio 1011 deceduto)
- Michele † (maggio 1012 - 29 maggio 1015 deceduto)
- Benedetto II † (25 aprile 1016 - 7 giugno 1019 deceduto)
- Amato II † (27 dicembre 1019 - 12 giugno 1031 deceduto)
- Amato III † (marzo 1032 - circa 1046 deceduto)
- Giovanni III † (18 febbraio 1047 - circa 1057 deceduto)
- Alfano I † (8 marzo 1058 - 9 ottobre 1085 deceduto)
- Alfano II † (1085 o 1086[20] - 29 agosto 1121 deceduto)
- Romualdo I Guarna † (15 settembre 1121 - 21 gennaio 1137 deceduto)
- Guglielmo da Ravenna † (1137 - 7 luglio 1152 deceduto)
- Romualdo II Guarna † (1153 - 1º aprile 1181 deceduto)
- Niccolò d'Aiello † (aprile/settembre 1182 - 10 febbraio 1222 deceduto)[21]
  - Sede vacante (1222-1225)
- Cesario d'Alagno † (25 settembre 1225 - 31 agosto 1263 deceduto)
- Matteo della Porta † (17 novembre 1263 - 25 dicembre 1273 deceduto)
  - Sede vacante (1273-1286)
- Filippo Capuano † (7 marzo 1286 - 1298 deceduto)
- Guglielmo de Godonio † (3 ottobre 1298 - 4 settembre 1305 deceduto)
- Guido de Collemedio † (22 gennaio 1306 - circa maggio 1306 deceduto)
- Berardo di Ponte † (4 giugno 1306 - 7 agosto 1307 deceduto)
- Isarno Morlane † (12 giugno 1310 - 1310 deceduto)
- Roberto Arcofate de Malovicino † (14 novembre 1310 - 6 agosto 1313 nominato arcivescovo di Aix)
- Onofrio † (6 agosto 1313 - 1320 deceduto)
- Bertrand de La Tour † (3 settembre 1320 - 19 dicembre 1320 dimesso)
- Arnaud Royard † (30 aprile 1321 - 27 giugno 1330 nominato vescovo di Sarlat)
- Orso Minutolo † (27 giugno 1330 - 3 dicembre 1333 deceduto)
- Benedetto de Palmiero † (18 febbraio 1334 - 1347 deceduto)
- Ruggero Sanseverino † (23 maggio 1347 - prima del 2 ottobre 1348 deceduto)
- Bertrando di Castronovo † (7 gennaio 1349 - 8 gennaio 1364 nominato arcivescovo di Embrun)
- Guglielmo Sanseverino † (15 gennaio 1364 - 24 novembre 1378 deceduto)
- Guglielmo de Altavilla † (dicembre 1378 - 23 luglio 1389 deceduto)
  - Giovanni Acquaviva † (24 novembre 1378 - 1382 deceduto) (antivescovo)
  - Roberto † (2 luglio 1382 - ?) (antivescovo)[22]
  - Sede vacante (1389-1394)
- Ligorio Maiorino, O.S.B. † (7 agosto 1394 - 15 febbraio 1400 eletto arcivescovo di Rodi)
- Bartolomeo d'Aprano † (7 marzo 1400 - 9 settembre 1414 deceduto)
- Nicola Piscicelli I, O.Cist. † (21 febbraio 1415 - 1440 o 1441 deceduto)
- Barnaba Orsini † (8 marzo 1440 o 1441 - 1449 deceduto)
- Nicola Piscicelli II † (21 aprile 1449 - 1471 deceduto)
- Pedro Guillermo de Rocha † (30 agosto 1471 - 18 ottobre 1482 deceduto)
  - Giovanni d'Aragona † (15 gennaio 1483 - 17 ottobre 1485 deceduto) (amministratore apostolico)
- Ottaviano Bentivoglio † (10 maggio 1486 - 1500 deceduto)
- Juan de Vera † (10 luglio 1500 - 4 maggio 1507 deceduto)
- Federigo Fregoso † (5 maggio 1507 - 1533 dimesso)[23]
  - Niccolò Ridolfi † (7 febbraio 1533 - 24 novembre 1548 dimesso) (amministratore apostolico)
- Luis de Torres † (19 dicembre 1548 - 13 agosto 1553 deceduto)
- Girolamo Seripando, O.E.S.A. † (30 marzo 1554 - 16 aprile 1563 deceduto)
- Gaspar Cervantes de Gaete † (1º marzo 1564 - 23 luglio 1568 nominato arcivescovo di Tarragona)
- Marcantonio Colonna † (13 ottobre 1568 - 1574 dimesso)
- Marco Antonio Marsilio Colonna † (25 giugno 1574 - 24 aprile 1589 deceduto)
- Mario Bolognini † (7 gennaio 1591 - 24 febbraio 1605 deceduto)
- Juan Beltrán Guevara y Figueroa † (4 dicembre 1606 - 28 novembre 1611 nominato arcivescovo, titolo personale, di Badajoz)
- Lucio Sanseverino † (19 novembre 1612 - 25 dicembre 1623 deceduto)
- Gabriel Trejo y Paniagua † (9 giugno 1625 - 28 aprile 1627 nominato arcivescovo, titolo personale, di Malaga)
- Giulio Savelli † (28 gennaio 1630 - 15 settembre 1642 dimesso)
- Fabrizio Savelli † (15 settembre 1642 - 1º aprile 1658 dimesso)
- Giovanni de Torres † (1º aprile 1658 - settembre 1662 deceduto)
- Gregorio Carafa, C.R. † (23 giugno 1664 - 23 febbraio 1675 deceduto)
- Alfonso Álvarez Barba Ossorio, O.C.D. † (22 giugno 1676 - 28 ottobre 1688 deceduto)
- Gerolamo Passarelli † (14 novembre 1689 - 14 novembre 1690 deceduto)
- Marcos de Ostos, O. de M. † (25 giugno 1692 - 19 novembre 1695 deceduto)
- Bonaventura Poerio, O.F.M.Obs. † (11 novembre 1697 - 18 novembre 1722 deceduto)
- Pablo Vilana Perlas † (12 maggio 1723 - 7 maggio 1729 deceduto)
- Fabrizio de Capua † (11 dicembre 1730 - 1º marzo 1738 deceduto)
- Casimiro Rossi † (5 maggio 1738 - 27 dicembre 1758 deceduto)
- Isidoro Sánchez de Luna, O.S.B. † (28 maggio 1759 - 13 marzo 1783 dimesso[24])
- Giulio Pignatelli, O.S.B. † (25 giugno 1784 - 26 agosto 1796 deceduto)
- Salvatore Spinelli, O.S.B. † (18 dicembre 1797 - 8 gennaio 1805 deceduto)
- Fortunato Pinto † (26 giugno 1805 - 20 novembre 1825 deceduto)
- Camillo Alleva † (19 dicembre 1825 - 30 ottobre 1829 deceduto)
- Michele Arcangelo Lupoli † (30 settembre 1831 - 28 luglio 1834 deceduto)
- Marino Paglia † (6 aprile 1835 - 5 settembre 1857 deceduto)
- Antonio Salomone † (21 dicembre 1857 - 9 marzo 1872 deceduto)
- Domenico Guadalupi † (6 maggio 1872 - 8 marzo 1877 dimesso)
- Valerio Laspro † (20 marzo 1877 - 22 settembre 1914 deceduto)
- Carlo Gregorio Maria Grasso, O.S.B. † (7 aprile 1915 - 30 marzo 1929 deceduto)
- Nicola Monterisi † (5 ottobre 1929 - 30 marzo 1944 deceduto)
- Demetrio Moscato † (22 gennaio 1945 - 22 ottobre 1968 deceduto)
- Gaetano Pollio, P.I.M.E. † (5 febbraio 1969 - 20 ottobre 1984 dimesso)
- Guerino Grimaldi † (20 ottobre 1984 succeduto - 30 settembre 1986 nominato arcivescovo di Salerno-Campagna-Acerno)

### Sede di Salerno-Campagna-Acerno
- Guerino Grimaldi † (30 settembre 1986 - 12 aprile 1992 deceduto)
- Gerardo Pierro † (25 maggio 1992 - 10 giugno 2010 ritirato)
- Luigi Moretti (10 giugno 2010 - 4 maggio 2019 dimesso)
- Andrea Bellandi, dal 4 maggio 2019

## Statistiche
L'arcidiocesi nel 2023 su una popolazione di 547.000 persone contava 545.000 battezzati, corrispondenti al 99,6% del totale.
| anno | popolazione | popolazione | popolazione | presbiteri | presbiteri | presbiteri | presbiteri                | diaconi | religiosi | religiosi | parrocchie |
| anno | battezzati  | totale      | %           | numero     | secolari   | regolari   | battezzati per presbitero | diaconi | uomini    | donne     | parrocchie |
| ---- | ----------- | ----------- | ----------- | ---------- | ---------- | ---------- | ------------------------- | ------- | --------- | --------- | ---------- |
| 1950 | 276.900     | 276.950     | 100,0       | 332        | 229        | 103        | 834                       |         | 133       | 544       | 164        |
| 1970 | 367.642     | 367.842     | 99,9        | 383        | 196        | 187        | 959                       |         | 239       | 730       | 177        |
| 1980 | 399.701     | 402.701     | 99,3        | 346        | 176        | 170        | 1.155                     | 1       | 203       | 538       | 184        |
| 1990 | 483.000     | 498.000     | 97,0        | 338        | 204        | 134        | 1.428                     | 41      | 160       | 492       | 187        |
| 1999 | 517.000     | 532.000     | 97,2        | 330        | 208        | 122        | 1.566                     | 61      | 125       | 370       | 164        |
| 2000 | 535.000     | 550.000     | 97,3        | 335        | 213        | 122        | 1.597                     | 61      | 125       | 378       | 163        |
| 2004 | 534.000     | 550.000     | 97,1        | 333        | 211        | 122        | 1.603                     | 60      | 131       | 309       | 163        |
| 2010 | 540.000     | 552.000     | 97,8        | 344        | 224        | 120        | 1.569                     | 45      | 139       | 165       | 163        |
| 2014 | 549.300     | 562.200     | 97,7        | 303        | 215        | 88         | 1.812                     | 59      | 121       | 262       | 163        |
| 2017 | 547.000     | 548.900     | 99,7        | 306        | 221        | 85         | 1.787                     | 60      | 126       | 263       | 163        |
| 2020 | 547.000     | 548.900     | 99,7        | 316        | 231        | 85         | 1.731                     | 68      | 126       | 263       | 162        |
| 2022 | 547.000     | 548.900     | 99,7        | 270        | 210        | 60         | 2.025                     | 83      | 96        | 263       | 163        |
| 2023 | 545.000     | 547.000     | 99,6        | 283        | 223        | 60         | 1.925                     | 83      | 96        | 263       | 163        |

## Istituti religiosi presenti in diocesi
Nel 2013 contavano case in diocesi i seguenti istituti religiosi:
Comunità maschili
- Dottrinari
- Frati minori
- Frati minori cappuccini
- Frati minori conventuali
- Giuseppini
- Minimi
- Missionari del Sacro Cuore di Gesù
- Stimmatini
- Salesiani
- Saveriani
- Servi di Maria

Comunità femminili
- Ancelle della carità
- Ancelle del Sacro Cuore di Santa Caterina Volpicelli
- Ancelle della Visitazione
- Apostole del Sacro Cuore di Gesù
- Benedettine
- Carmelitane
- Discepole di Santa Teresa del Bambin Gesù
- Figlie della carità del Preziosissimo Sangue
- Figlie della carità di San Vincenzo de' Paoli
- Figlie della Chiesa

- Figlie di Cristo Re
- Figlie di Maria Ausiliatrice
- Figlie di Maria Immacolata di Reggio Calabria
- Figlie di Nostra Signora del Sacro Cuore
- Pia Società Figlie di San Paolo
- Piccole figlie di San Giuseppe
- Piccole operaie dei Sacri Cuori
- Religiose dei Sacri Cuori di Gesù e Maria
- Suore compassioniste serve di Maria
- Suore crocifisse adoratrici dell'Eucaristia
- Suore del Sacro Cuore di Gesù
- Suore dell'Addolorata e della Santa Croce
- Suore delle poverelle dell'istituto Palazzolo
- Suore di carità delle Sante Bartolomea Capitanio e Vincenza Gerosa
- Suore di carità di Nostra Signora del Buono e Perpetuo Soccorso
- Suore di Maria Regina della Pace
- Suore di San Giuseppe di Chambéry
- Suore francescane angeline
- Suore francescane dell'Immacolata Concezione
- Suore oblate del Sacro Cuore di Gesù
- Suore salesiane dei Sacri Cuori
- Suore veroniche del Volto Santo